# Дирксз, Люсьен
Люсьен Дирксз (англ. Lucien Dirksz; род. 29 сентября 1968) — арубский шоссейный велогонщик. Участник летних Олимпийских игр 1992 и 1996 годов.

## Карьера
В 1992 году был включён в состав сборной Арубы на летних Олимпийских играх в Барселоне. На параде спортсменов во время церемонии открытия Игр был знаменосцем своей сборной. На самих Играх выступил в групповой шоссейной гонке протяжённостью 194 км, но не смог финишировать как и ещё 69 гонщиков.
В 1996 году был включён в состав сборной Арубы на летних Олимпийских играх в Атланте. На них выступил в групповой шоссейной гонке протяжённостью 222 км, но не смог финишировать как и ещё 66 гонщиков.
В 2006 году принял участие в Играх Центральной Америки и Карибского бассейна.